# قصه قصه‌ها (فیلم ۲۰۱۵)
قصهٔ قصه‌ها یا داستان داستان‌ها (انگلیسی: Tale of Tales) فیلمی در ژانر خیال‌پردازی تیره‌وتار به کارگردانی ماتئو گارونه است که در سال ۲۰۱۵ منتشر شد. این فیلم در جشنواره فیلم کن ۲۰۱۵ نامزد جایزه نخل طلایی ۲۰۱۵ شد.